# 郡守
郡守（ぐんしゅ）は、古代の中国、現代の韓国における郡の長官である。

## 秦漢
中国では、秦代に郡の民政を担当する長官を郡守といった。郡守と、軍事を担当する郡尉、監察を担当する郡監の3人が郡の統治の頂点にあった。漢も郡守を踏襲したが、景帝2年（紀元前155年）に太守と改称した。

## 朝鮮・韓国
かつての李氏朝鮮（朝鮮王朝）の時代、現在の大韓民国で、郡の長官を郡守という。